# Song Se-ra
Song Se-ra (6 de setembro de 1993) é uma esgrimista sul-coreana, medalhista olímpica.

## Carreira
Se-ra conquistou a medalha de prata nos Jogos Olímpicos de Verão de 2020 em Tóquio ao lado de Choi In-jeong, Kang Young-mi e Lee Hye-in, após confronto contra as estonianas Julia Beljajeva, Irina Embrich, Erika Kirpu e Katrina Lehis na disputa de espada por equipes.